# Bourbonnella
Bourbonnella è un genere di pesci ossei estinto, appartenente agli aeduelliformi. Visse tra il Carbonifero medio e il Permiano inferiore (circa 318 - 295 milioni di anni fa) e i suoi resti fossili sono stati ritrovati in Europa e Nordamerica. 

## Descrizione
Questo pesce era dotato di un corpo relativamente compatto ma fusiforme, e le proporzioni erano molto simili a quelle dell'affine Aeduella. Rispetto a quest'ultimo, Bourbonnella possedeva un cranio più piccolo in relazione alle dimensioni del corpo, scaglie più piccole e orbite meno ampie. La lunghezza di Bourbonnella variava da 15 a 30 centimetri a seconda delle specie: la più piccola era B. guilloti, lunga circa 15 centimetri, mentre la più grande era B. fourrieri di 30 centimetri. L'osso mascellare era molto più alto posteriormente rispetto a quello di Aeduella, e il bordo superiore era concavo. L'unica pinna dorsale era preceduta da 3-5 scudi dorsali; le pinne pettorali erano dotate di un lobo squamoso, mentre le pinne dorsale e anale erano inserite in zone coperte da minuscole scaglie. 

## Classificazione
I primi fossili di questo animale vennero descritti nel 1967 da Heyler, e provenivano dal Permiano inferiore della regione del Massiccio Centrale in Francia. La specie tipo è B. guilloti. Altre specie, sempre provenienti dalla Francia, erano B. sottyi e B. fourrieri, mentre da terreni più antichi dello Utah è nota la specie B. jocelynae. Al genere Bourbonnella sono stati attribuiti anche esemplari provenienti dalla Spagna e dal Nuovo Messico.
Bourbonnella fa parte degli aeduelliformi, un gruppo di piccoli pesci d'acqua dolce caratterizzati da una struttura delle fauci e del cranio piuttosto derivata rispetto ai pesci ossei loro contemporanei. Uno studio ha indicato che il genere Bourbonnella potrebbe essere parafiletico (Poplin e Dutheil, 2005).